# 안나 바리시니코프
안나 바리시니코프(Anna Baryshnikov, 1992년 5월 22일 ~ )는 미국의 배우이다. 무용가 미하일 바리시니코프와 무용가 리사 라인하트의 딸이다.

## 출연 작품

### 영화
- 2024년 러브 라이즈 블리딩 - 데이지 역